# 춘규몽리인
《꿈속의 당신처럼》(春闺梦里人)은 2023년 방송되었던 중국의 드라마이다.

## 줄거리
- 어릴 때부터 해방에서 자란 계만은 놀러 갔다가 뜻밖의 사고를 당했는데, 기억을 잃고 깨어나 보니 영옥헌의 부인이 되었다. 계만은 역경을 딛고 어전에서 남편을 구하여 2품 고명 부인으로 봉해졌다. 영옥헌은 유적을 소탕할 때 아버지의 원수를 죽인 단서를 찾았지만, 누명을 쓰고 감옥에 갇혀 해방으로 보내졌다. 영옥헌의 통치하에 해방의 면모가 새롭게 변했고, 계만도 친구와 함께 호설당을 운영했다. 이 길에서 영옥헌과 계만은 이미 깊은 사랑을 나눴다

## 등장 인물
- 딩위시 - 영옥현 역
- 펑샤오란 - 계만 역
- 역대천 (易大千) - 원량 역
- 마가 (马可) - 능검성 역
- 가내내 (加奈那) - 은완 역
- 나추운 (罗秋韵) - 수낭자 역
- 왕자예 (王子睿) - 도사유 역
- 부가 (付嘉) - 진혁한 역
- 옥려아 (阿丽亚) - 천령설 역
- 동안 (董颜) - 섭청운 역